# Le Secret de Clara (téléfilm)
Pour l’article homonyme, voir Le Secret de Clara (film).
Le Secret de Clara (Clara's Deadly Secret) est un téléfilm américain réalisé par Andrew C. Erin et diffusé le 25 octobre 2013 sur Lifetime Movie Network.

## Synopsis
Une ancienne policière s'est installée dans une maison hantée avec son mari et ses deux filles. La plus jeune des deux filles perçoit une fameuse Clara dont personne de la famille est en possibilité de la voir. La mère se renseigne sur l'histoire de cette maison et apprend des faits qui se sont déroulés il y a 20 ans. Une étrange mort d'une enfant, prénom(m)ée Clara... 

## Fiche technique
- Titre original : Clara's Deadly Secret
- Réalisation : Andrew C. Erin (en)
- Scénario : Andrew C. Erin
- Photographie : John P. Tarver
- Musique : Steve London
- Pays d'origine :  États-Unis
- Langue originale : anglais
- Durée : 90 minutes
- Date de diffusion :
  -  France : 5 juin 2014 sur TF1

## Distribution
- Emmanuelle Vaugier (VF : Marion Dumas) : Helen
- Richard Ruccolo (VF : Jean-Pascal Quilichini) : Mike
- Jonathan Potts (VF : Georges Caudron) : Arnold
- Eva Link (VF : Lisa Caruso) : Emma
- Ella Ballentine (en) (VF : Anne Massoteau) : Kate
- Johni Keyworth (VF : Michel Raimbault) : Victor
- Kirsten Hayden : Clara
- Nick Baillie : Stan Dwyer
- Rachelle Casseus (VF : Véronique Soufflet) : Anna
- Kate Drummond (VF : Carole Franck) : Jane Jenkins
- Caeden Lawrence : Todd
- Seamus Patterson (VF : Donald Reignoux) : Alec